# Lago di Montepulciano
Il lago di Montepulciano è un bacino lacustre toscano della val di Chiana senese, situato a valle rispetto all'omonima località, pochi chilometri a nord-ovest rispetto al lago di Chiusi, a ridosso del confine regionale con l'Umbria. 

## Descrizione
Il lago ha origini tettoniche, essendo un residuo del grande mare del Pliocene. Lo "zero idrometrico" attuale di tale bacino si trova in quota più elevata, di una ventina di metri, rispetto a quella storica che lo aveva caratterizzato fino a circa metà del secolo XI. Il suo emissario è il Canale maestro della Chiana dal quale è normalmente diviso da una chiusa meccanizzata a ghigliottina, munita di sfioratore per le acque di piena. I suoi principali immissari sono il Canale di collegamento, proveniente dal lago di Chiusi, e il torrente Parce (lambente l'abitato di Montallese), i cui residui solidi si depositano in una grande vasca di laminazione e di decantazione, di recente realizzazione, che salvaguarda il lago dall'interramento e dall'inquinamento. 
La sponda sud-orientale del lago di Montepulciano segna il confine tra la Toscana e l'Umbria; a circa 15 km ad est del bacino lacustre, in territorio umbro, si trova il lago Trasimeno. Il lago di Montepulciano è ben visibile dalla località umbra Binami (frazione di Castiglione del Lago), che sorge sul lato occidentale di un colle prospiciente al lago.

## La riserva naturale Lago di Montepulciano
La riserva naturale Lago di Montepulciano è un'area naturale protetta istituita nel 1996, comprendente il lago di Montepulciano e alcuni territori limitrofi.
Occupa una superficie di 470 ha nella provincia di Siena.